# 9257 Kunisuke
A 9257 Kunisuke (ideiglenes jelöléssel 1552 T-2) a Naprendszer kisbolygóövében található aszteroida. Cornelis Johannes van Houten, Ingrid van Houten-Groeneveld és Tom Gehrels fedezte fel 1973. szeptember 24-én.